# Teatro Balbi

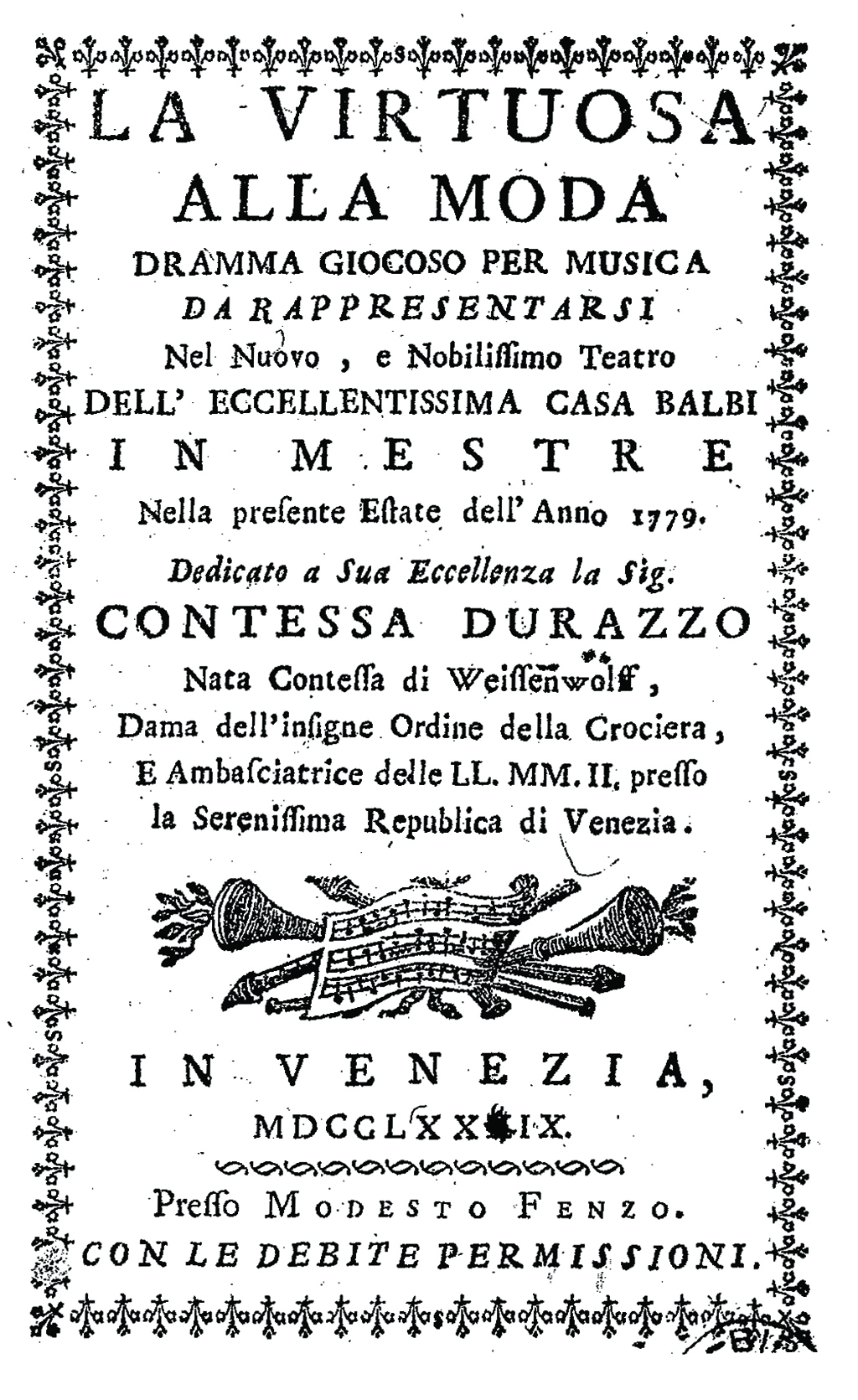
Libretto dell'opera La Virtuosa alla moda 1779

Il Teatro Balbi, attivo nell'ultimo ventennio del Settecento, è un edificio storico del centro di Mestre.

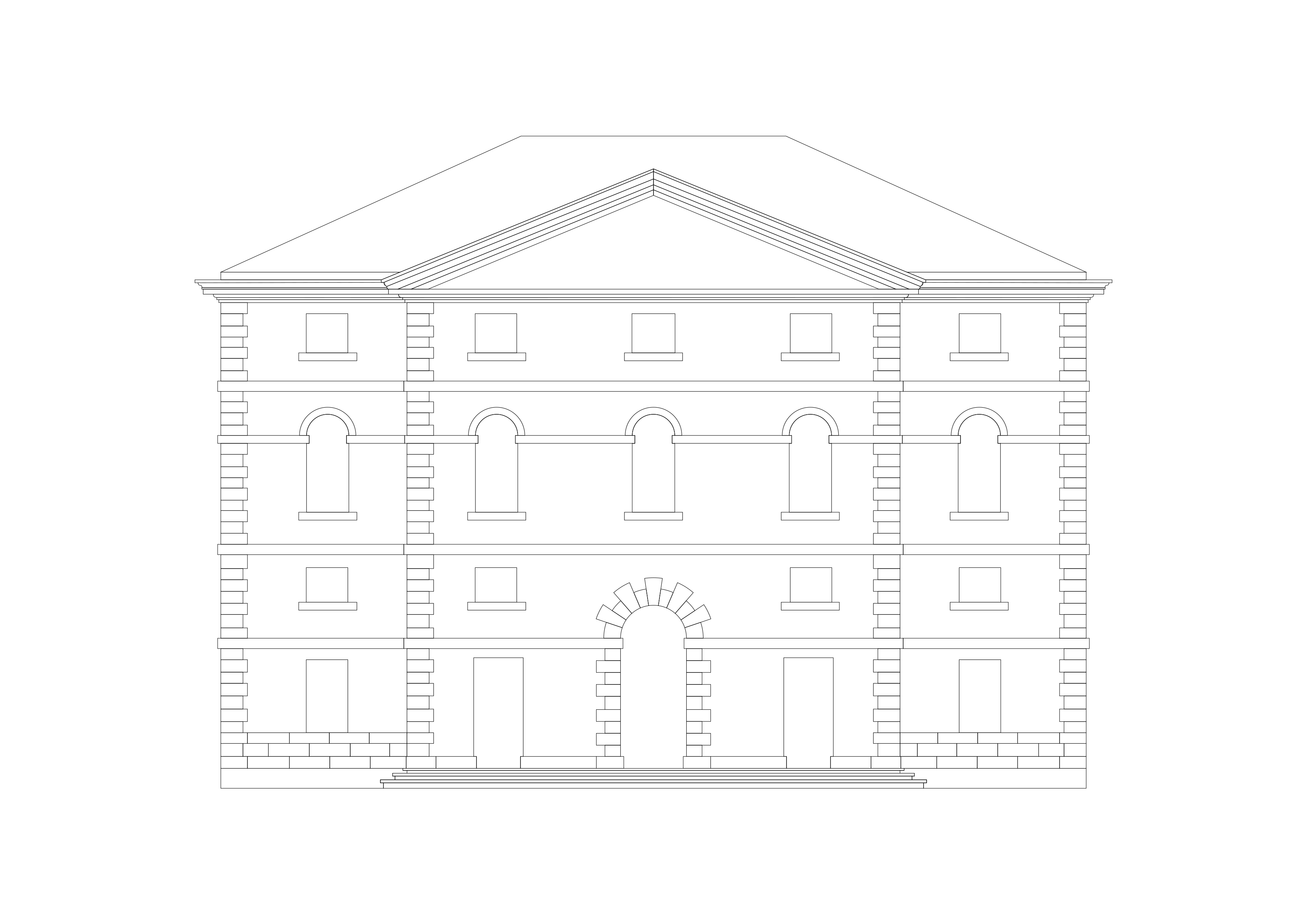
Prospetto frontale del Teatro Balbi, tratto da disegno del 1811 di Giannantonio Selva

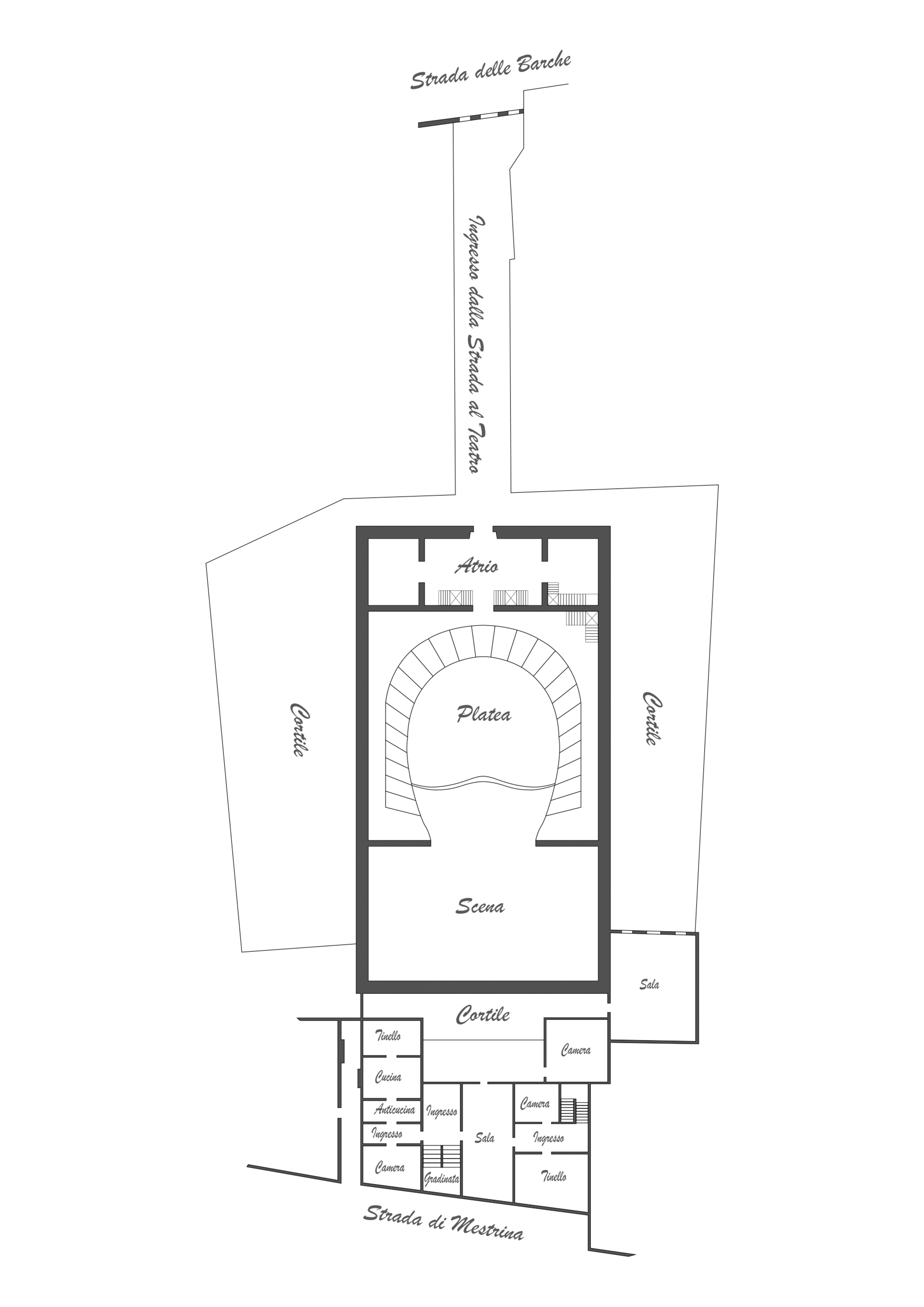
Planimetria del Teatro Balbi, aperto nel 1778 dai fratelli Filippo e Alvise Balbi.

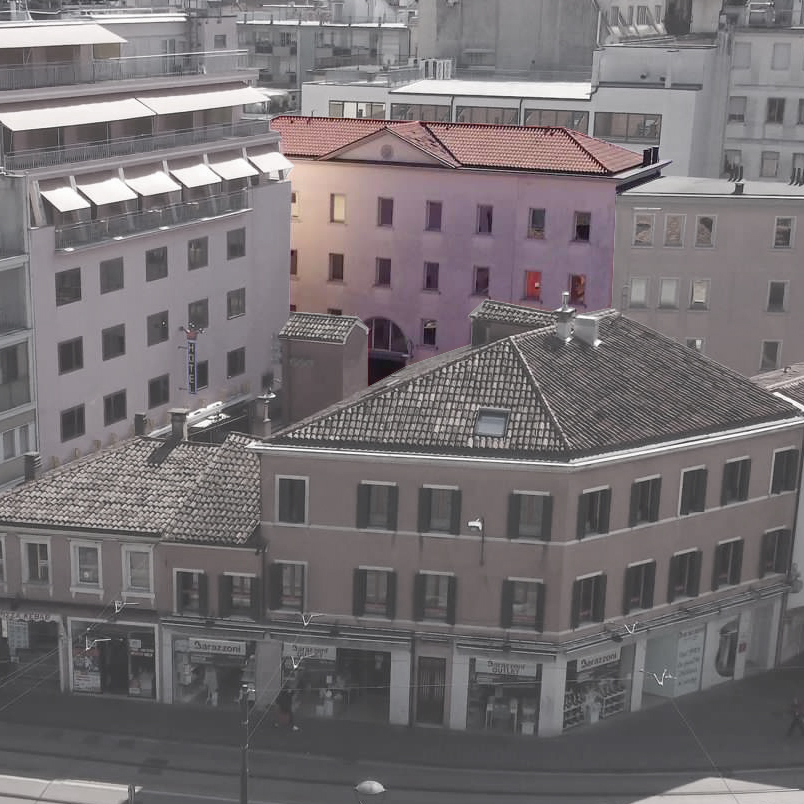
Galleria Teatro Vecchio

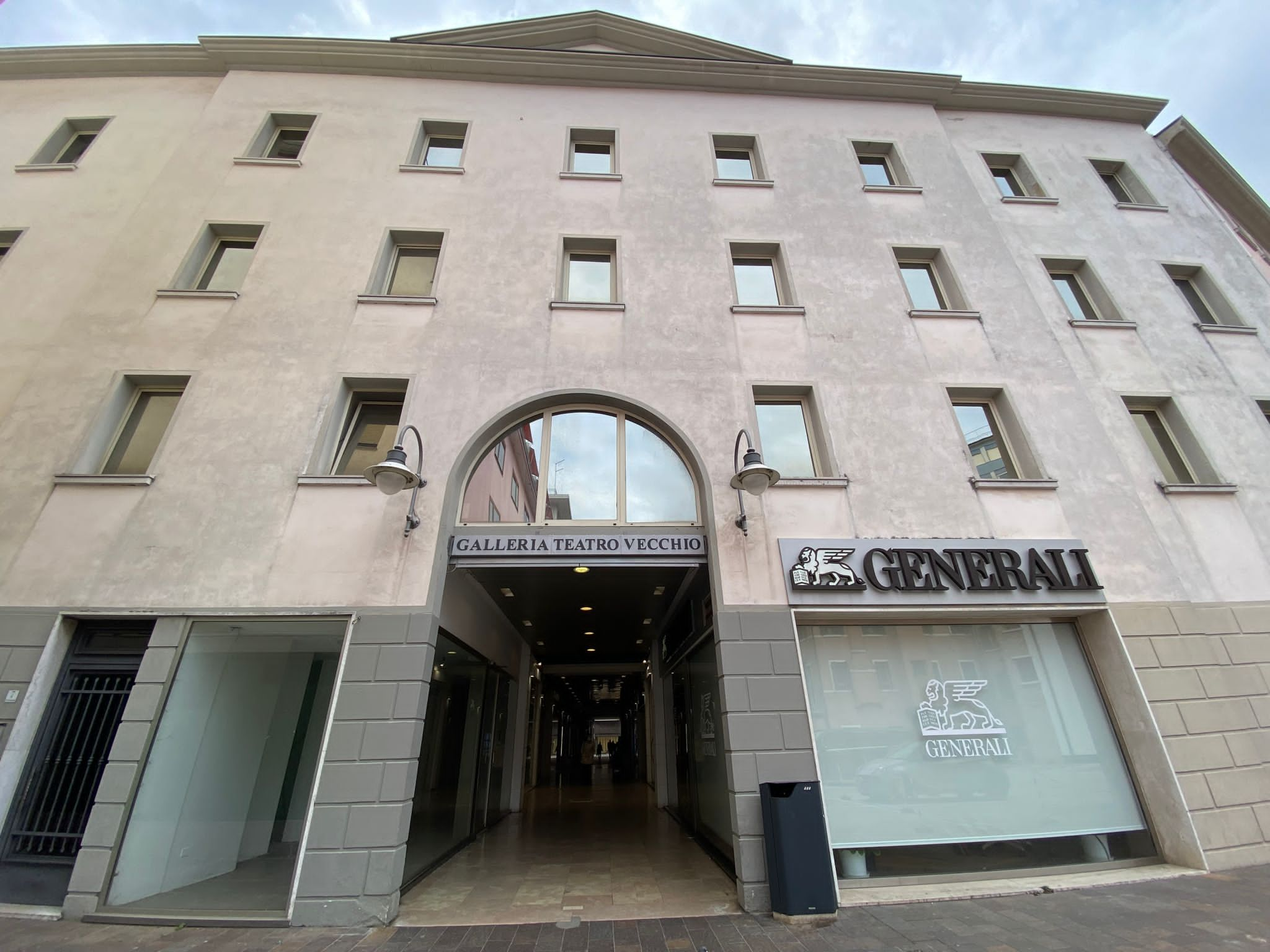
Galleria Teatro Vecchio

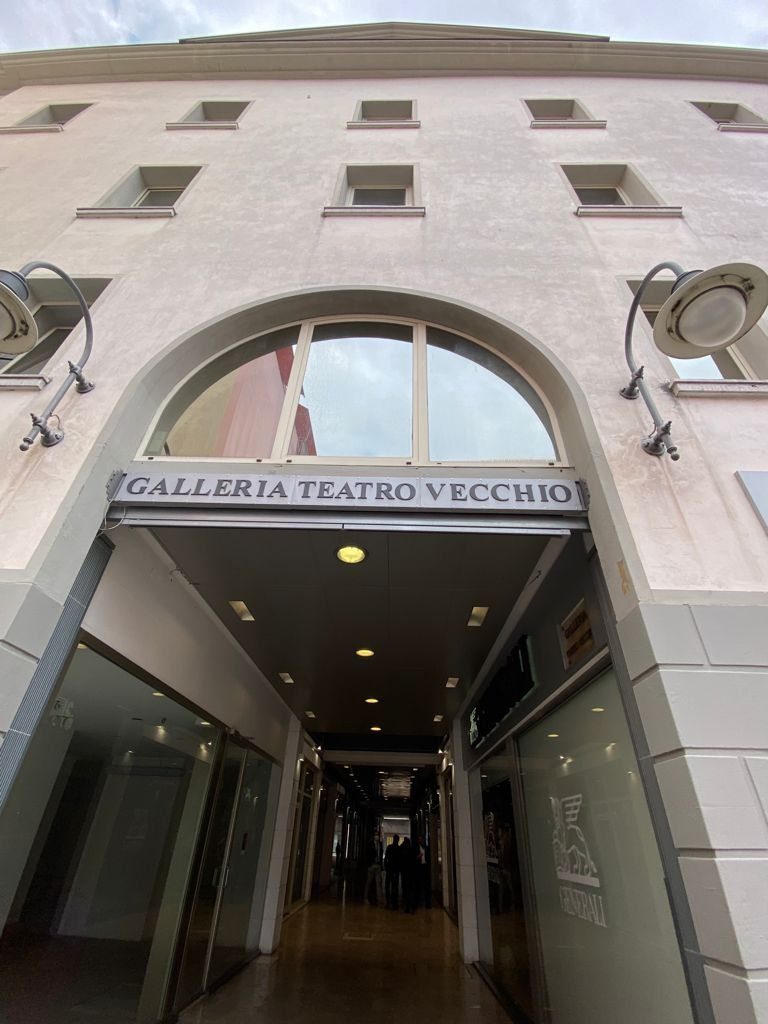
Galleria Teatro Vecchio

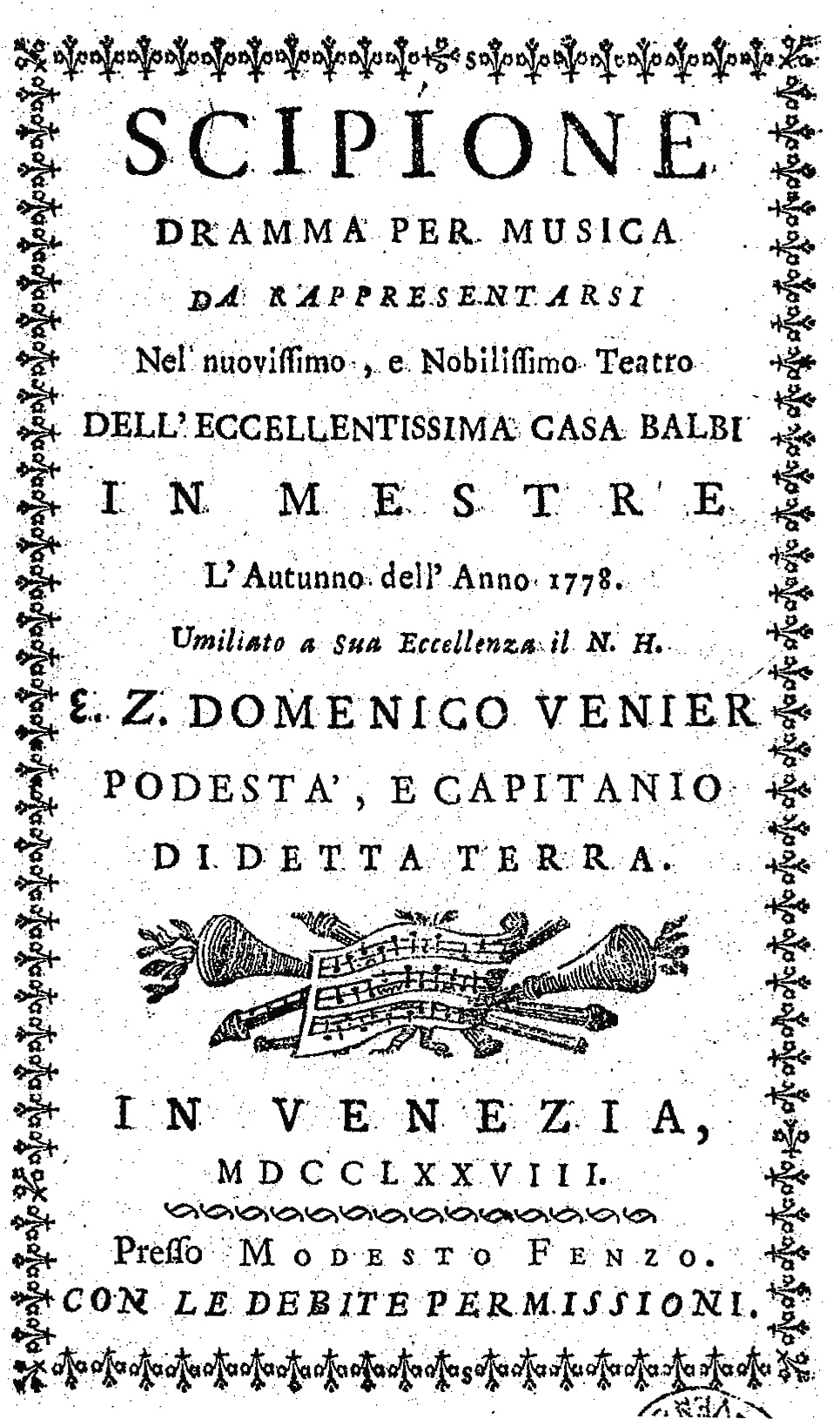
Libretto dell'opera Scipione 1778

L'edificio si trova tra Piazza Barche e Via Mestrina.

## Storia
Nel 1777 La famiglia Balbi fece richiesta al Consiglio dei Dieci del permesso a costruire un teatro a Mestre, che in quel periodo storico era sede di molte ville per le vacanze di veneziani facoltosi.
Una volta ottenuto il consenso per la costruzione, il progetto e la realizzazione del teatro furono affidati all'architetto veneziano Bernardino Maccaruzzi allievo del Massari. Il Maccaruzzi nella propria carriera ebbe l'opportunità di esaminare come perito due dei massimi teatri veneziani: il San Luca (Teatro stabile del Veneto Carlo Goldoni) e il San Giovanni Grisostomo (Teatro Malibran).
Pochi mesi dopo l'assenso del Consiglio dei Dieci i Balbi, resisi conto di non poter affrontare da soli le ingenti spese necessarie alla costruzione dell'edificio, decisero di rivolgersi al Conte Francesco Martinengo ricevendo 10.000 ducati dando a garanzia alcune proprietà a Mestre e Bassano.
Il desiderio di Almerigo Balbi era edificare un teatro che fosse riconosciuto dagli intenditori come uno dei più belli esistenti e soprattutto come uno dei più moderni mai realizzati.
A dispetto della grande crisi economica che attanagliava la Repubblica, durante tutto il Settecento si costruirono e ammodernarono moltissimi teatri sia a Venezia che nelle città sotto la sua influenza e probabilmente il fervore di questi lavori spronò molti ad indagare sulla storia e sulle forme degli antichi teatri. Dalla seconda metà del Settecento vennero pubblicati svariati trattati dedicati alla ricerca della struttura architettonica più funzionale oltre che alla decorazione delle facciate e degli interni. Il nòcciolo del dibattito verteva sulla forma da dare alla cavea. I teorici "puri" propendevano per una pianta semicircolare, ovvero forma teatrale classica, mentre era ormi entrato nell'uso corrente quella a "campana". La curva scelta dal Maccaruzzi verrà studiata dal Selva e presa a modello per quella del Teatro la Fenice che è una curva a "ellisse conica" e ha il pregio di evitare le frequenti zone sorde prodotte dalla curva a ferro di cavallo.
L'impegno preso dal Balbi nei confronti dei suoi soci a proposito dell'apertura del teatro nel mese di ottobre del 1778 fu da questi mantenuto. L'opera che inaugurò il "Nuovissimo, e Nobilissimo Teatro dell'eccellentissima Casa Balbi in Mestre" fu lo Scipione musicato da Giuseppe Sarti. Fra tutti i libretti conservati solo quest'opera è risultata esser stata messa in scena per la prima volta a Mestre, le altre sono riprese di opere andata in scena a Venezia. Rimarrà anche l'unica opera seria data al teatro di Mestre: le altre saranno infatti drammi giocosi o balli.
Negli ultimi anni della Repubblica l'attività del teatro languiva, e la qualità degli spettacoli era per lo più scadente. Nel settembre del 1796 il Consiglio dei Dieci, preoccupato che la riapertura del teatro potesse invogliare i soldati francesi e austriaci ad avvicinarsi ancor di più alla laguna veneziana, la sospese.
I primi anni dell'Ottocento furono un momento difficile per Mestre: nel gennaio del 1809 G.B. Giuin Manocchi, incaricato di stimare gli affitti annui di alcuni locali di Mestre, trovò il teatro Balbi non valutabile perché inoperoso. Nel 1810 un amante del teatro, Gasparo Gozzi (omonimo del famoso scrittore), chiese al podestà di Mestre il permesso di aprire al pubblico un "piccolo Teatrino" che venne ricavato nelle sale sopra l'atrio del Teatro Balbi date in affitto alla Società de' Dilettanti da Almerigo Balbi per un intero anno. Purtroppo l'affitto del teatrino non copriva che parzialmente i costi di manutenzione dell'intero teatro, e così nell'agosto del 1811 Filippo Balbi, come procuratore del padre Almerigo, chiese al podestà il permesso di demolire il suo teatro definendolo "una fabbrica inutile a ogni oggetto per la Comune, che col tempo può solo divenire pericolosa", ricordando anche che su di esso gravava una pesante imposta. La Commissione all'ornato, dopo aver esaminato i disegni elaborati dal Selva, concesse il permesso parziale di demolizione. Successivamente alla demolizione, parte degli arredi che impreziosivano i locali del Teatro Balbi ed i vari complementi di arredamento furono trasferiti alla Scala di Milano.
Il 1822 fu l'ultimo anno di attività del teatrino: nel marzo di quell'anno Filippo Balbi si rivolse nuovamente alla Deputazione chiedendo di poter demolire anche l'atrio dell'ex teatro. Il tetto dell'edificio secondo il Balbi era pericolante e il restauro, molto costoso, non poteva certo essere affrontato con la rendita incerta data dell'affitto del teatrino. Alla richiesta si oppose la Commissione all'ornato ricordando che il permesso concesso nel 1811 era vincolato proprio al mantenimento dell'atrio e delle sale sovrapposte e al loro utilizzo da parte della popolazione per pubblici divertimenti. Il tetto del teatrino venne restaurato e "ridotto a padiglione" ma probabilmente il Balbi dopo questa ennesima disavventura approfittò di alcuni dissapori sorti fra la Società de' Dilettanti e la Deputazione e decise di non affittare più lo stabile come teatro.
I Balbi vendettero lo stabile alla Signora Pasqua Bobbo, i cui esecutori testamentari inviarono nel 1839 una lettera alla Deputazione comunale ricercando notizie sul fabbricato. Due anni dopo il fondo fu acquistato da Marco Allegri che adibì "l'atrio" superstite a magazzino e granaio mentre l'area della platea e della scena continuarono a servire da orto.
Alla fine dell'Ottocento la Società Elettrica Industriale di Moresco & C. utilizzò lo stabile come officina elettrica. Ora il palazzo Galleria del Teatro Vecchio è stato recentemente ristrutturato. L'edificio dell'atrio,  la facciata e l'identità del teatro sono ancora perfettamente riconoscibili.

## Descrizione
Il teatro doveva misurare 40 metri di lunghezza, 25 di larghezza e 16 di altezza ed era costituito da 99 palchi disposti in quattro ordini.
Il Maccaruzzi inoltre aveva avuto l'accortezza di evitare all'interno dei palchi gli angoli fra soffitto e pareti e parete e parete arrotondandoli e smussandoli allo scopo di evitare che la voce incontrandosi negli stessi angoli si estinguesse.
Vastissimo era il Palcoscenico, e capace dei più grandiosi spettacoli. L'Arrigoni, in merito all'estensione della scena, ricorda che nel 1798 si rappresentò un ballo dal titolo la Caccia di Arrigo IV "ove comparvero 12 ballerini, 26 figuranti, 80 granatieri austriaci, 16 ussari con i loro cavalli, e 12 cani, e tutti questi in atto di inseguire cervo..."; ciò era possibile grazie a una serie di praticabili approntanti in varie parti della scena.
Come riporta il Barcella "Il palcoscenico era costruito in modo da potersi dividere a metà, e ciò perché aggiunto alla Platea lo spazio che restava dalla metà del Palco Scenico verso la stessa, separata dell'altra metà, che si lasciava, sussistente verso il fondo della Scena, vi si avesse un'ampia Piazza di figura ellittica per dare delle splendide feste di Ballo. In tali incontri si innoltrava sulla metà della Scena, che restava sussistente, un contorno mobile di altri Palchi a comodo della spettatori convertendo così la Platea in un anfiteatro e rendere più magnifico e gradito lo spettacolo". "L'atrio del teatro - continua il Barcella - era fiancheggiato da Botteghe da Caffè e Confettiere, e sopra l'atrio vi erano erette in due piani due maestose Sale con Camere adiacenti per le prove dell'Opera, e altri usi".
All'epoca per comodità degli spettatori era stato approntato un porticato che portava dall'entrata del teatro fino all’imbarcadero di piazza Barche, quest’ultimo rappresentato dal prezioso ed emozionante dipinto del 1767  “Alle Barche” di Giovanni Antonio Canal detto il Canaletto.
Il Palazzo "Galleria Teatro Vecchio", recentemente restaurato su progetto dell'Arch. Giovanni Faoro Morosini, presenta un passaggio pedonale tra Piazza Barche e Via Mestrina e la prestigiosa sede della Bortoli Assicurazioni Agenzia di Generali Italia.
L'identità dell'atrio e la facciata del Teatro sono ancora perfettamente riconoscibili.

## Spettacoli
- Scipione
- Cefalo e Proci
- La pastorella Impenitente
- La Pastorella Nobile
- La virtuosa alla moda
- Nina pazza d'amore
- La caccia di Arrigo IV
- Zelmino e Zulmira
- I contrattempi notturni